# Academia de los Soles
La Academia de los Soles o sol de las academias fue una de las reuniones de intelectuales y poetas que surgieron en Valencia a lo largo del siglo XVII. Los Soles es la heredera de la Academia de los Montañeses del Parnaso o Academia del Parmaso. 
Se reunió en Valencia de manera ordinaria entre 1658 y 1659. Contó con dos reuniones extraordinarias dedicadas únicamente a la poesía. También podría considerar como dos academias, pero la continuidad de los miembros y la temática invita a pensar en una. [cita requerida]

## Historia
Esta academia ya en 1658 invitó a representantes de la antigua Corona de Aragón a participar en sus sesiones, de ello tenemos constancia gracias a un escrito de Antonio de Cardona:

“sabiendo esto algunos poetas valencianos, descendientes por línea directa de aquellas Academias antiguas, han resuelto ponerse a esta instrucción, ofreciendo premios grandes a cualquiera de la Corona de Aragón que por ensalmo o empíricamente se atreviere a dar nueva vida a las Academias Valencianas”.

El guante lo recogió Francisco de la Torre Sevil, quien había participado en academias de Aragón.
El público asistente a las reuniones estaría integrado por señoras.

“Atención pido, aunque veo,/que es pretensión escusada,/porque el tenerla es preciso
a donde asisten las Damas”.

## Estructura y temática
Ocuparon el cargo de Presidente, Juan Andrés Coloma Pérez Calvillo, Conde de Elda y Felipe Folch de Cardona y Borja, conde de Buñol, ejerciendo de mecenas, Basilio de Castellví y Ponce.
Principalmente tenemos referencia de los temas literarios de asuntos variados, entre ellos algunas imitaciones de poemas de Luis de Góngora.

“Al pie de un álamo blanco,/ y más que blanco neutral,/ supuesto que a parte alguna/ jamás se supo inclinar,/ algo apartado del Turia,/ porque el pobre Turia es tal/ que hasta los álamos juegan/ que no les pueden caçar/…Esto, pues, padece Fabio,/ mas luego se acabará,/ porque haziendose más flaco/ menos será su pesar”; y otra: “Canción, pues, divagando/ del Dipsio elimina al Anatolio blando,/ y del Arcto al Mesémbriuco paraje,/ del Cedmoneo valiente en flebil trompa/ entornaste el ultraje,/ díptica el pliego a tu volante pompa,/ de tu fúnebre canto,/ que eclipsarás al sol si buscas tanto”.

## Componentes ordinarios o extraordinarios

### 1658
- José de Borja
- Juan de Valda
- Luis Mateu Sanz
- Rodrigo Artés
- Antonio Marco Ortí
- Gaspar Peñarroja
- Felix Pardo de la Casta
- José Pardo de la Casta
- Lorenzo Borrás
- Galcerán Bolada
- Jaime Pons
- Francisco Morales
- Pedro Juan Espí
- Gabriela Manzanares de la Cueva
- José Miravet del Castillo
- Ceferino Clavero de Falces
- Juan Nuevo de Alcocer
- Francisco Mendoza
- Luis de las Daunas.

### 1659
A la mayoría de los anteriores hay que añadir.
- Francisco de la Torre Sevil
- Antonio Cardona
- Isidoro Mateu Sanz
- Felipe Aliaga
- Martin Barceló
- Doctor Oliver
- Vicente Ximenez de Cisneros
- Pedro Narváez